# Сахрауи, Осаме
Осаме́ Сахрауи́ (норв. Osame Sahraoui, араб. أسامة الصحراوي‎; род. 11 июня 2001, Осло) — норвежский и марокканский футболист, вингер французского клуба «Лилль» и сборной Марокко.

## Клубная карьера
Сахрауи — воспитанник клуба «Волеренга». 21 июня 2020 года в матче против «Стабека» он дебютировал в Типпелиге. 26 июля в поединке против «Стрёмгодсета» Осаме забил свой первый гол за «Волеренгу».
В начале 2023 года Сахрауи перешёл в нидерландский «Херенвен». подписав контракт на 3,5 года. 4 февраля в матче против «Утрехта» он дебютировал в Эредивизи. 19 февраля в поединке против «Камбюра» Осаме забил свой первый гол за «Херенвен».
1 августа 2024 года перешёл во французский «Лилль», подписав пятилетний контракт. 7 августа дебютировал за клуб в матче Лиги чемпионов УЕФА против турецкого «Фенербахче», выйдя на замену вместо Тиагу Сантуша на 86-й минуте. 17 августа дебютировал в чемпионате Франции в гостевом матче с «Реймс». 11 декабря забил дебютный гол в матче Лиги чемпионов против австрийского «Штурма».

## Статистика

### Матчи Сахрауи за сборную Норвегии
| Матчи Сахрауи за сборную Норвегии | Матчи Сахрауи за сборную Норвегии | Матчи Сахрауи за сборную Норвегии | Матчи Сахрауи за сборную Норвегии | Матчи Сахрауи за сборную Норвегии | Матчи Сахрауи за сборную Норвегии |
| --------------------------------- | --------------------------------- | --------------------------------- | --------------------------------- | --------------------------------- | --------------------------------- |
| №                                 | Дата                              | Соперник                          | Счёт                              | Голы Сахрауи                      | Соревнование                      |
| 1                                 | 7 сентября 2023                   | Иордания                          | 6:0                               | —                                 | Товарищеский матч                 |

Итого: 1 матч / 0 голов; 1 победа, 0 ничьих, 0 поражений.